# Siemiejki
Siemiejki (biał. Сямейкі, Siamiejki; ros. Семейки, Siemiejki) – wieś na Białorusi, w obwodzie grodzieńskim, w rejonie lidzkim, w sielsowiecie Wawiórka, nad Wawiórką.

## Historia
W dwudziestoleciu międzywojennym leżały w Polsce, w województwie nowogródzkim, w powiecie lidzkim, w gminie Myto/Wawiórka. W 1921 miejscowość liczyła 96 mieszkańców, zamieszkałych w 17 budynkach, wyłącznie Polaków wyznania rzymskokatolickiego.
Po II wojnie światowej w granicach Związku Sowieckiego. Od 1991 w niepodległej Białorusi.